# Интоксикационный психоз
Интоксикацио́нный психо́з — психическое расстройство, возникающее вследствие острых и хронических отравлений разными ядами, а также при передозировке наркотических или других веществ, в том числе лекарственных), иногда — при особой чувствительности к последним. Металкогольные психозы некоторые исследователи также относят к интоксикационным психозам.

## Острые и хронические отравления
Для острой интоксикации характерно развитие синдромов помрачения сознания, чаще в форме делирия, онейроида, иногда переходящего в сопор и кому. Сопровождаются рядом соматических и неврологических расстройств. Острые интоксикационные психозы после окончания действия яда или его токсических последствий обычно заканчиваются выздоровлением, но иногда, в случае тяжёлого токсического воздействия на мозг, они приводят к органическим психотическим и непсихотическим расстройствам.
При длительной хронической интоксикации развиваются депрессивный, параноидный, кататонический синдромы, иногда — амнестический (Корсаковский синдром). Далее наступают снижение интеллекта, нарушение памяти, постепенно нарастает органическое слабоумие.

## Особенности по типу вещества
При отравлении тетраэтилсвинцом нередки ощущения попавших в рот волос (парестезии), для монооксида углерода — обонятельные галлюцинации, при отравлении анилином описан мусситирующий делирий. При отравлении спорыньёй и фосфорорганическими соединениями развивается аменция с дезориентировкой, недоумением и непониманием происходящего вокруг. Отравление свинцом может вызвать эпилептиформные припадки, делирий, транзиторную афазию и гемианопсию.
Интоксикационный психотические расстройства встречаются также:
- при отравлении антифризом (смесью этиленгликоля и других гликолей; T51.8†) оглушение сочетается с эйфорией; возможно сумеречное помрачение сознания;
- отравлении зарином и другими нервно-паралитическими газами[4];
- отравлении фосфорорганическими соединениями (инсектицидами, пестицидами) (T60.0†)[4];
- отравлении мышьяком и его компонентами (T57.0†)[3];
- интоксикационные маниакальноподобные психотические расстройства описаны при передозировке мепакрином (T37.2†) и отравлении сероуглеродом (T65.4†)[3].

## Терапия
Лечение — симптоматическое, дезинтоксикационное. Необходимы госпитализация больных, постельный режим. С осторожностью применяются антипсихотические препараты, а при отравлении барбитуратами и монооксидом углерода они вообще категорически противопоказаны.